# Пандемија ковида 19 у Јукону
Пандемија ковида 19 у Јукону је вирусна пандемија болести корона вируса 2019 (ковид 19), нове заразне болести узроковане тешким акутним респираторним синдромом коронавирус 2 (САРС-КоВ-2).
Премијер Санди Силвер и главни медицински службеник, Брендан Ханли, објавили су, 22. марта 2020, да је Јукон имао прве случајеве коронавируса. У питању је био пар који је присуствовао конвенцији у Сједињеним Државама, а затим се вратио кући у Вајтхорс. По повратку су развили симптоме и одмах су потражили медицинску помоћ. Они су се самоизоловали и пратили све смернице јавног здравља. Током пандемије, територија је отворила за рад свој први јавни универзитет на северу, у питању је био Универзитет Јукон.
Од 1. фебруара 2022. године, Јукон је пријавио 3.106 потврђених случајева ковида 19, са 2.977 опорављених и шеснаест смртних случајева.

## Временска линија
Влада Јукона је 20. марта 2020. саветовала да се забране сва путовања која нису неопходна. Дана 22. марта, након свог првог случаја, влада је ограничила небитна путовања ван територије или у удаљене заједнице како би заштитила најугроженије грађане Јукона. Министар друштвених услуга Џон Страјкер потписао је 17. априла министарску наредбу, која је дозволила владиним службеницима за спровођење да ускрате улазак у Јукон свим путницима који нису неопходни. У овом, временском периоду све школе су биле затворене.
Од 22. марта 2020, премијер Санди Силвер и главни медицински службеник, Брендан Ханлеи, објавили су да је Јукон имао прве случајеве ковида 19 у Јукону, пар који је присуствовао конвенцији у Сједињеним Државама, а затим се вратио кући у Вајтхорс. Дана 30. октобра 2020, територија је пријавила свој први смртни случај од ковида 19, становник града Вотсон лејк је био у питању.
Прва вакцина, типа Модерна, примењена је 4. јануара 2021. године.
Општи избори у Јукону 2021. одржани су 12. априла усред пандемије.
Епидемија која је у току на територији траје од новембра 2021. Доказ о обавези вакцинације за улазак у одређене зграде ступио је на снагу 13. новембра 2021. године.